# Westfalenstadion
Westfalenstadion (phát âm tiếng Đức: [vɛstˈfaːlnˌʃtaːdi̯ɔn]), tên tài trợ là Signal Iduna Park (phát âm tiếng Đức: [zɪɡˌnaːl ʔiˈduːnaː ˌpaʁk]) là một sân vận động bóng đá ở Dortmund, Nordrhein-Westfalen, Đức. Đây là sân nhà của câu lạc bộ Borussia Dortmund. Tên gọi Westfalenstadion ("Sân vận động Westfalen") bắt nguồn từ tỉnh Westfalen trước đây của Phổ.
Đây là một trong những sân vận động bóng đá nổi tiếng nhất ở châu Âu và sân được biết đến với bầu không khí cuồng nhiệt của nó. Sân có sức chứa trong giải quốc nội là 81.365 người (đứng và ngồi) và sức chứa quốc tế là 65.829 người (chỉ ngồi). Đây là sân vận động lớn nhất của Đức, lớn thứ bảy ở châu Âu và là sân nhà lớn thứ ba của một câu lạc bộ hàng đầu châu Âu, sau Camp Nou và Sân vận động Santiago Bernabéu. Sân hiện đang nắm giữ kỷ lục châu Âu về lượng người hâm mộ dự khán trung bình, được thiết lập vào mùa giải 2011-2012 với gần 1,37 triệu khán giả qua 17 trận đấu với trung bình 80.588 người mỗi trận. Doanh số bán vé mùa hàng năm lên tới 55.000 vào năm 2015.
Südtribüne (Khán đài phía Nam) có sức chứa 24.454 người là khán đài đứng lớn nhất dành cho khán giả đứng trong bóng đá châu Âu. Nổi tiếng với bầu không khí mãnh liệt mà nó sinh ra, sân thượng phía nam được đặt biệt danh là Die Gelbe Wand, có nghĩa là "Bức tường vàng". Borusseum, bảo tàng của Borussia Dortmund, nằm gần sân vận động.
Sân vận động đã tổ chức các trận đấu trong Giải vô địch bóng đá thế giới 1974 và 2006. Sân cũng tổ chức trận chung kết Cúp UEFA 2001. Nhiều trận đấu giao hữu quốc gia và các trận đấu vòng loại cho các giải đấu thế giới và châu Âu đã được diễn ra ở đó cũng như các trận đấu trong các giải đấu cấp câu lạc bộ ở châu Âu.

## Lịch sử
Kế hoạch xây dựng một sân vận động mới đã được vạch ra vào những năm 1960, khi nhu cầu mở rộng và tân trang lại sân bóng truyền thống của Borussia Dortmund, Sân vận động Rote Erde ("Sân vận động Đất Đỏ"). Sau chiến tích lịch sử tại Cúp C2 châu Âu 1966 (Dortmund là đội bóng Đức đầu tiên giành chức vô địch cấp câu lạc bộ châu Âu), rõ ràng là Sân vận động Rote Erde quá nhỏ so với số lượng cổ động viên ngày càng tăng của Borussia Dortmund. Tuy nhiên, thành phố Dortmund không thể tài trợ cho một sân vận động mới và các tổ chức liên bang không sẵn lòng giúp đỡ.
Năm 1971, Dortmund được chọn để thay thế thành phố Köln, thành phố buộc phải rút lại kế hoạch tổ chức các trận đấu tại Giải vô địch bóng đá thế giới 1974. Các quỹ ban đầu dành cho sân vận động dự kiến ở Köln do đó đã được phân bổ lại cho Dortmund. Tuy nhiên, các kiến trúc sư và các nhà quy hoạch đã phải để mắt đến chi phí do ngân sách eo hẹp. Điều này có nghĩa là các kế hoạch cho một sân vận động hình bầu dục 60 triệu DM với các cơ sở thể thao truyền thống và chứa 60.000 khán giả phải bị loại bỏ. Thay vào đó, kế hoạch cho một sân bóng 54.000 khán giả rẻ hơn nhiều, được xây dựng bằng các phần bê tông đúc sẵn, đã trở thành hiện thực. Cuối cùng, chi phí lên tới 32,7 triệu DM, trong đó 1,6 triệu DM được đầu tư vào việc tân trang lại Sân vận động Rote Erde. Thành phố Dortmund, ban đầu gánh 6 triệu DM, chỉ phải trả 800.000 DM, và nhanh chóng hưởng lợi từ doanh thu cao của sân vận động. Vào ngày 2 tháng 4 năm 1974, Borussia Dortmund chính thức chuyển đến sân nhà mới của họ và chơi ở Westfalenstadion kể từ đó. Bị xuống hạng vào năm 1972, Borussia Dortmund là thành viên duy nhất của 2. Bundesliga (giải hạng hai) tổ chức các trận đấu tại World Cup 1974 trên một sân vận động hoàn toàn mới. Năm 1976, sau khi thăng hạng lên Bundesliga, Borussia Dortmund chơi trận đầu tiên tại giải hạng cao nhất nước Đức trên sân nhà mới của họ.
Vào ngày 16 tháng 5 năm 2001, Westfalenstadion tổ chức trận chung kết Cúp UEFA 2001 giữa Liverpool và Alavés.

## Một số sự kiện thể thao

### World Cup 1974
Sân vận động Westfalenstadion được tổ chức 3 trận vòng 1 và 1 trận vòng 2. Sức chứa tối đa của sân vận động là 54.000 người.
| Ngày                | Đội      | Kết quả | Đội       | Vòng   | Khán giả |
| ------------------- | -------- | ------- | --------- | ------ | -------- |
| 14 tháng 6 năm 1974 | Scotland | 2 - 0   | Zaire     | Bảng 2 | 25.000   |
| 19 tháng 6 năm 1974 | Hà Lan   | 0 - 0   | Thụy Điển | Bảng 3 | 53.700   |
| 23 tháng 6 năm 1974 | Hà Lan   | 1 - 0   | Bulgaria  | Bảng 3 | 52.100   |
| 3 tháng 7 năm 1974  | Hà Lan   | 2 - 0   | Brasil    | Bảng A | 52.500   |

### World Cup 2006
Sân vận động là một trong những địa điểm tổ chức Giải vô địch bóng đá thế giới 2006. Tuy nhiên, do hợp đồng tài trợ, sân này được gọi là FIFA World Cup Stadium Dortmund trong thời gian diễn ra World Cup. Sân vận động được tổ chức 6 trận đấu tại World Cup 2006, bao gồm 4 trận ở vòng bảng, 1 trận ở 16 đội và 1 trận bán kết.
| Ngày                | Thời gian | Đội                | Kết quả | Đội       | Vòng        | Khán giả |
| ------------------- | --------- | ------------------ | ------- | --------- | ----------- | -------- |
| 10 tháng 6 năm 2006 | 18:00     | Trinidad và Tobago | 0 - 0   | Thụy Điển | Bảng B      | 62.959   |
| 14 tháng 6 năm 2006 | 21:00     | Đức                | 1 - 0   | Ba Lan    | Bảng A      | 65.000   |
| 19 tháng 6 năm 2006 | 15:00     | Togo               | 0 - 2   | Thụy Sĩ   | Bảng G      | 65.000   |
| 22 tháng 6 năm 2006 | 21:00     | Nhật Bản           | 1 - 4   | Brasil    | Bảng F      | 65.000   |
| 27 tháng 6 năm 2006 | 17:00     | Brasil             | 3 - 0   | Ghana     | Vòng 16 đội | 65.000   |
| 4 tháng 7 năm 2006  | 21:00     | Đức                | 0 - 2   | Ý         | Bán kết     | 65.000   |

### Vòng loại WORLD CUP 2010
| Ngày                 | Giờ   | Đội | Kết quả | Đội | Vòng   | Khán giả |
| -------------------- | ----- | --- | ------- | --- | ------ | -------- |
| 11 tháng 10 năm 2008 | 20:45 | Đức | 2 - 1   | Nga | Bảng 4 | 65,607   |

## Giải vô địch bóng đá châu Âu 2024
Sân vận động đã tổ chức sáu trận đấu cho Giải vô địch bóng đá châu Âu 2024, bao gồm vòng 16 đội và trận bán kết. 
| Ngày                | Giờ   | Đội #1     | Kết quả | Đội #2     | Vòng        | Khán giả |
| ------------------- | ----- | ---------- | ------- | ---------- | ----------- | -------- |
| 15 tháng 6 năm 2024 | 21:00 | Ý          | 2–1     | Albania    | Bảng B      | 60,512   |
| 18 tháng 6 năm 2024 | 18:00 | Thổ Nhĩ Kỳ | 3–1     | Gruzia     | Bảng F      | 59,127   |
| 22 tháng 6 năm 2024 | 18:00 | Thổ Nhĩ Kỳ | 0–3     | Bồ Đào Nha | Bảng F      | 61,047   |
| 25 tháng 6 năm 2024 | 18:00 | Pháp       | 1–1     | Ba Lan     | Bảng D      | 59,728   |
| 29 tháng 6 năm 2024 | 21:00 | Đức        | 2–0     | Đan Mạch   | Vòng 16 đội | 61,612   |
| 10 tháng 7 năm 2024 | 21:00 | Hà Lan     | 1–2     | Anh        | Bán kết     | 60,926   |

## Bố trí
Nằm ngay cạnh Sân vận động Rote Erde, Westfalenstadion bao gồm bốn khán đài có mái che, mỗi khán đài quay mặt ra mặt sân ở các phía đông, nam, tây và bắc. Khán đài phía đông và phía tây (Ost- und Westtribüne) chạy theo toàn bộ chiều dài của sân, trong khi chiều rộng được bao phủ bởi khán đài phía bắc và phía nam (Nord- und Südtribüne).
Ban đầu, các góc giữa bốn khán đài vẫn trống và khán giả đánh giá cao mái che rộng rãi, che phủ hơn 80% khán đài. Các khán đài phía đông và phía tây có 17.000 chỗ ngồi của sân vận động, trong khi 37.000 chỗ đứng được đặt ở khán đài phía bắc và phía nam.
Nằm trên khán đài đứng phía nam của sân vận động là "Bức tường vàng" của Dortmund, khán đài đứng miễn phí lớn nhất tại châu Âu với sức chứa 25.000 người. "Bức tường vàng" mang đến cho Westfalenstadion một trong những bầu không khí sân nhà đáng sợ nhất ở châu Âu, giúp Borussia Dortmund có chiến dịch bất bại trên sân nhà trong UEFA Champions League 2012-13. Khi đó, tiền vệ Bastian Schweinsteiger của Bayern München, khi được hỏi liệu anh có sợ các cầu thủ của Dortmund hay người quản lý của họ hơn không, đã trả lời rằng "Chính Bức tường vàng khiến tôi sợ nhất."

## Mở rộng

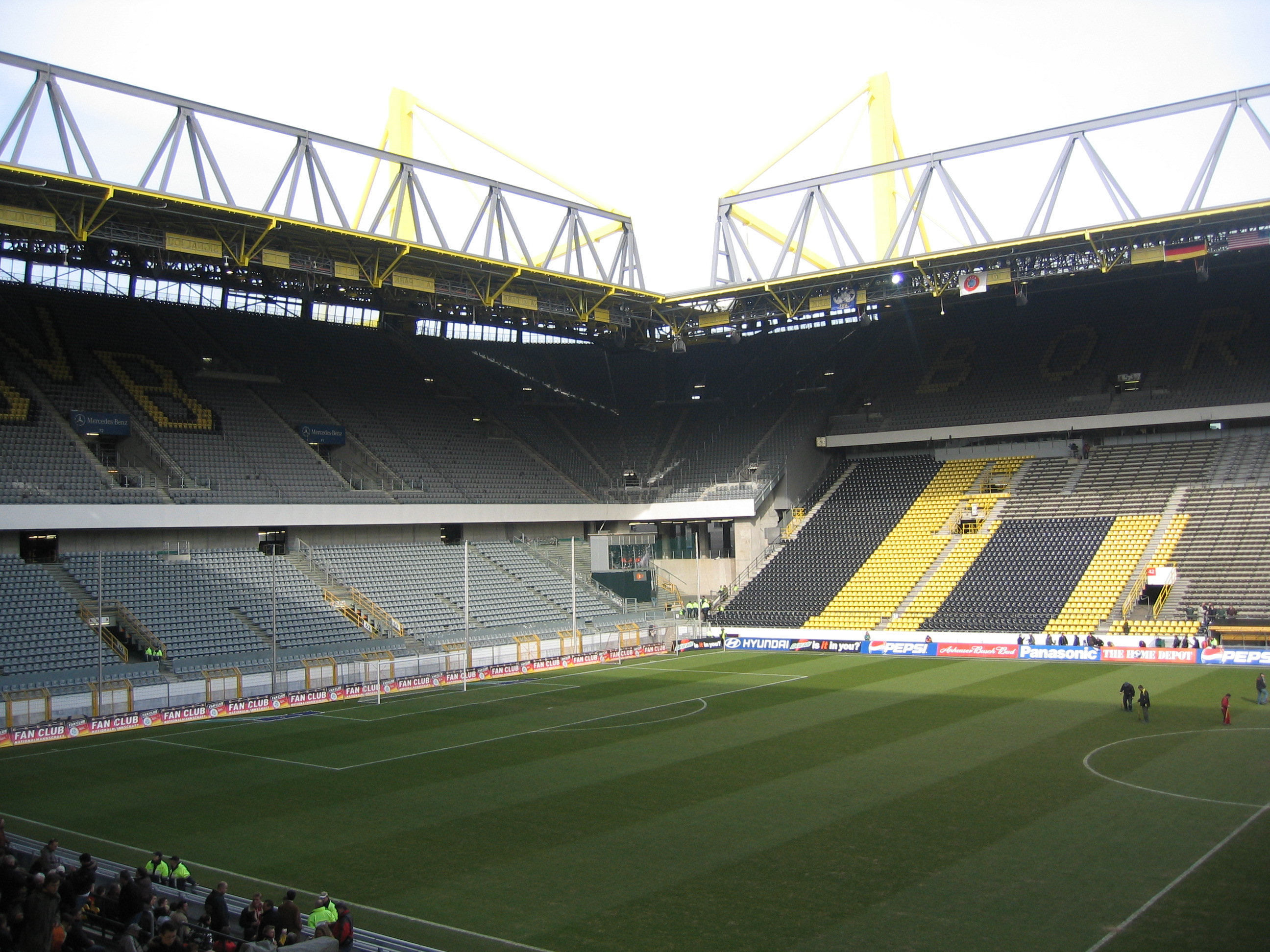
Westfalenstadion nhìn từ bên trong.

Các kế hoạch mở rộng đầu tiên có từ năm 1961, mặc dù kinh phí cần thiết không có sẵn cho đến ngày 4 tháng 10 năm 1971 khi hội đồng thành phố quyết định xây dựng lại sân vận động từ năm 1971 đến năm 1974 cho Giải vô địch bóng đá thế giới. Là một phần của phần mở rộng, một mái che bổ sung đã được thêm vào xung quanh sân vận động nặng 3000 tấn.
Sức chứa ban đầu là 54.000 người đã bị giảm vào năm 1992 do các quy định của UEFA. Khi các hàng đứng trên toàn bộ khán đài phía Bắc, phía Đông và phía Tây thấp hơn được chuyển thành ghế ngồi, sức chứa giảm xuống còn 42.800 chỗ ngồi. Với 26.000 chỗ ngồi (trong đó 23.000 chỗ ngồi được che phủ), số chỗ ngồi ở Westfalenstadion bây giờ nhiều hơn số chỗ đứng.

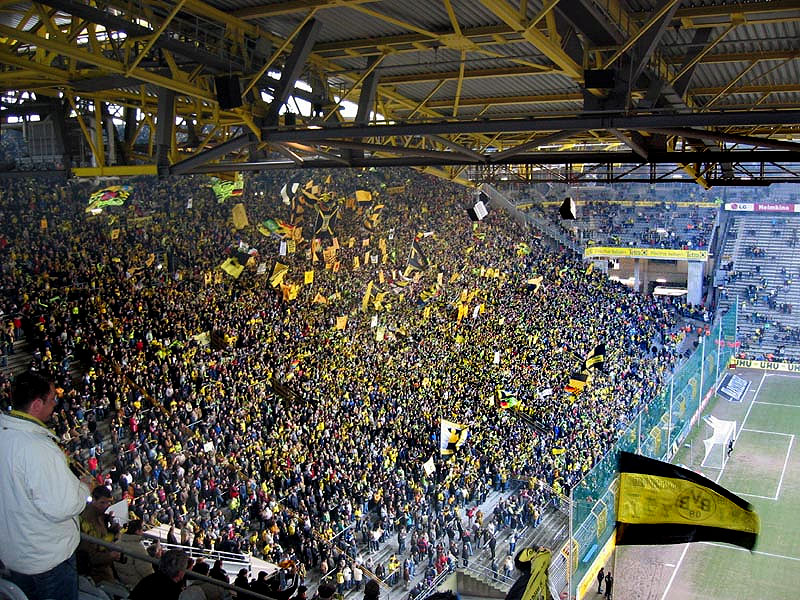
Khán đài phía nam, Die Südtribüne, là khán đài đứng miễn phí lớn nhất tại châu Âu. Người hâm mộ gọi nó là "Die gelbe Wand", có nghĩa là "Bức tường vàng"

Sau khi Borussia Dortmund vô địch Bundesliga năm 1995, sân Westfalenstadion đã được mở rộng trở lại. Trong lần mở rộng sân vận động liên doanh tư nhân đầu tiên trong lịch sử nước Đức, hai khán đài chính, khối phía đông và phía tây, có thêm tầng hai. Được bao phủ bởi một mái che mới, mỗi khu vực chứa thêm 6.000 chỗ ngồi. Do đó, sức chứa của sân vận động đã được khôi phục lại thành 54.000 chỗ ngồi ban đầu, trong đó phần lớn (38.500) đã có chỗ ngồi. Sau chức vô địch UEFA Champions League 1997 của Dortmund, thành công và số lượng người hâm mộ nhiệt tình ngày càng tăng đã khiến cho Westfalenstadion mở rộng trở lại là điều cần thiết. Các khán đài phía Nam và phía Bắc được mở rộng lần này, nâng tổng sức chứa lên 68.800 khán giả. Khán đài phía nam ("Die Südtribüne", nơi tập trung các cổ động viên của đội nhà) trở thành khán đài đứng miễn phí lớn nhất thuộc loại này ở toàn châu Âu, với sức chứa 25.000 người.

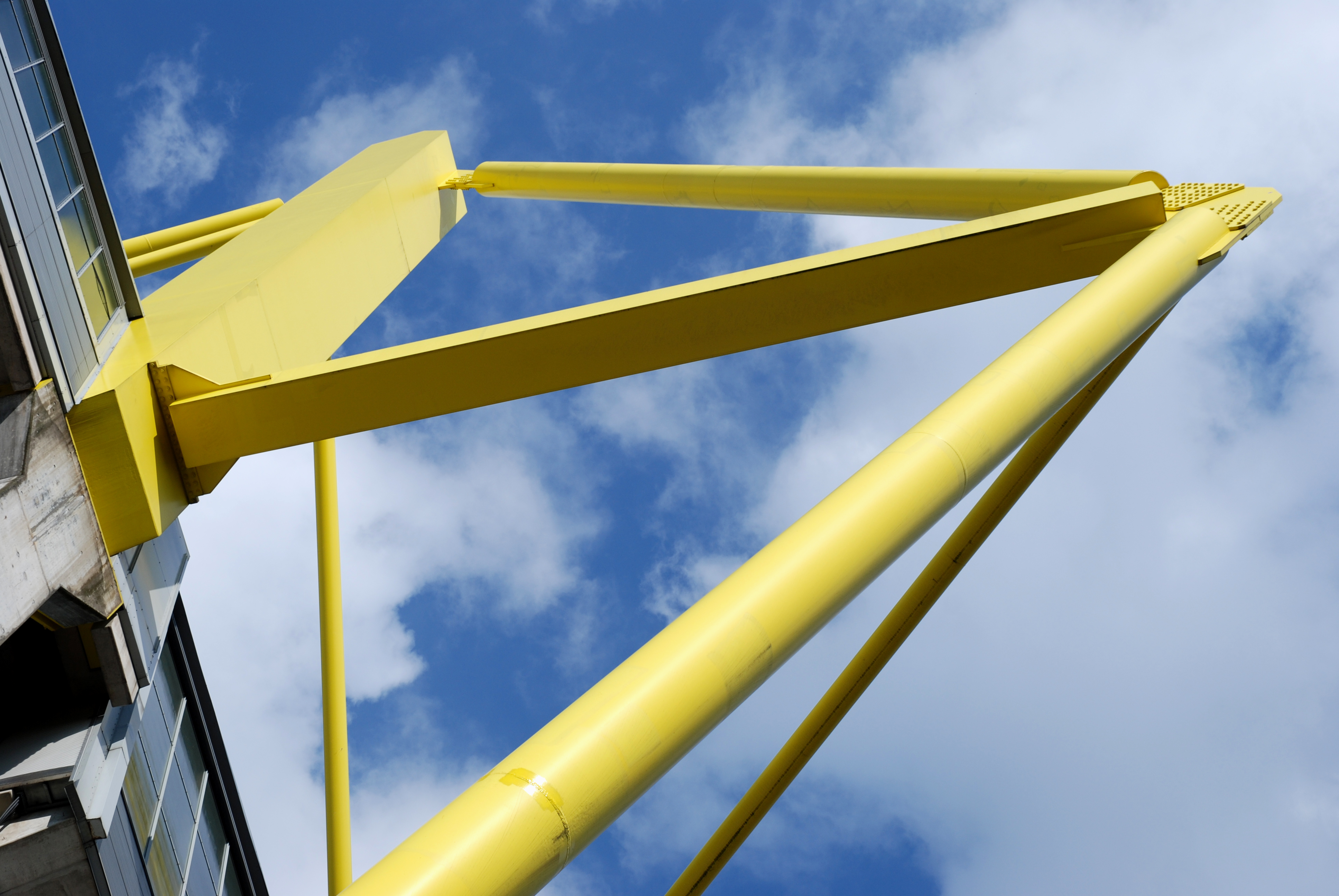
Các giá treo màu vàng tạo nên vẻ ngoài đặc trưng cho sân vận động.

Bây giờ sân được coi là một trong những sân vận động lớn nhất và thoải mái nhất ở châu Âu. Lần cải tạo cuối cùng được thực hiện cho Giải vô địch bóng đá thế giới 2006. Sân vận động có mặt tiền bằng kính, hệ thống sưởi dưới đất (cho phép các trận đấu vào mùa đông) và khán đài đứng lớn nhất. Đây là sân vận động lớn nhất của Đức có sức chứa 81.360 người. Việc mở rộng đã được thực hiện bởi công ty kiến trúc Architekten Schröder Schulte-Ladbeck của Đức. Có bốn màn hình video bên trong sân vận động. Màn hình thứ năm ở bên ngoài khán đài phía bắc nhỏ hơn, có diện tích 28 mét vuông.
Kể từ ngày 1 tháng 12 năm 2005, Westfalenstadion mang tên Signal Iduna Park, theo một thỏa thuận kéo dài đến năm 2021.

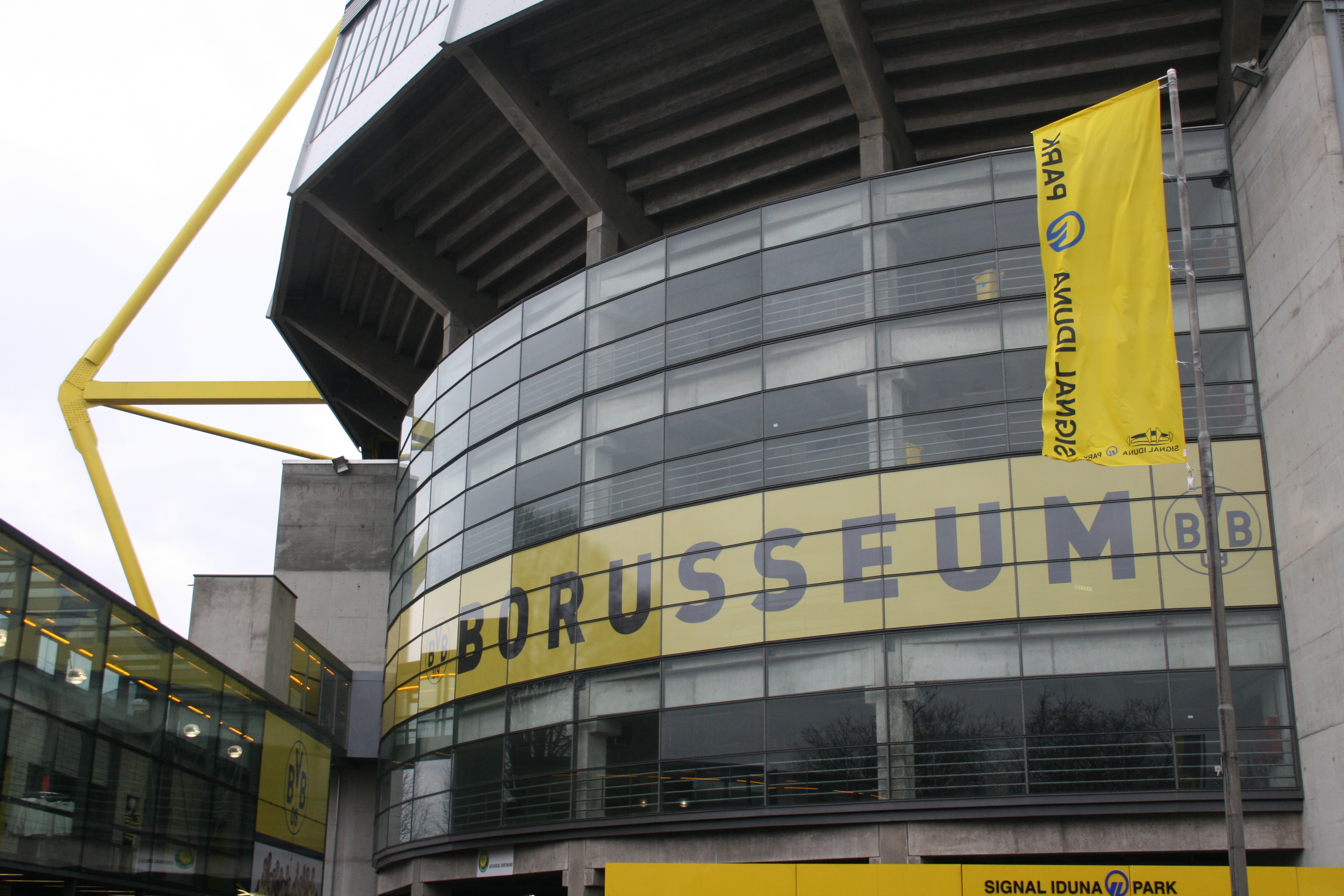
Borusseum, một bảo tàng về Borussia Dortmund, mở cửa vào năm 2008.

Khi Đức giành quyền đăng cai World Cup vào năm 2000, rõ ràng Westfalenstadion sẽ đóng vai trò quan trọng trong việc tổ chức giải đấu. Tuy nhiên, vì Westfalenstadion không đáp ứng được các yêu cầu của FIFA về việc tổ chức các trận bán kết, nên sân đã phải được mở rộng lần thứ ba. Bốn khán đài mới được xây dựng để lấp đầy các góc giữa các khán đài hiện có, nâng sức chứa cho các trận đấu quốc tế từ 52.000 chỗ ngồi lên 67.000 chỗ ngồi. Ngoài ra, các yếu tố góc mới cung cấp chỗ ngồi và phục vụ khách VIP, nâng tổng số ghế VIP lên 5.000 chỗ ngồi. Để cung cấp cho các phần mới tầm nhìn không bị cản trở ra sân, các thanh đỡ mái bên trong hiện tại đã được gỡ bỏ và thay thế bằng các giá đỡ bên ngoài, được sơn màu vàng cho phù hợp với màu sắc của Borussia Dortmund. Trong quá trình cải tạo đó, các công nhân xây dựng đã tìm thấy một quả bom nặng 1.000 pound (450 kg) chưa được kích nổ do một máy bay ném bom của Đồng minh ném xuống trong Chiến tranh thế giới thứ hai, chỉ khoảng một mét dưới nửa đường trên mặt sân. Các chuyên gia xử lý bom đã phải sơ tán khỏi sân vận động và khu vực lân cận ở Dortmund, nơi là một phần của trung tâm công nghiệp của Đức bị đánh bom nặng nề, trước khi mất một giờ để gỡ bỏ thiết bị.
Sân vận động hiện có sức chứa lên đến 81.365 người hâm mộ (đứng và ngồi) cho các trận đấu của giải đấu và 65.829 khán giả có chỗ ngồi cho các trận đấu quốc tế, nơi khán đài đặc trưng của miền Nam được trang bị lại ghế để phù hợp với quy định của FIFA. Do giá vé xem trận đấu thuộc hàng thấp nhất trong số các giải bóng đá lớn của châu Âu (Anh, Đức, Tây Ban Nha, Pháp và Ý), sân vận động thu hút nhiều người hâm mộ Anh đến xem các trận đấu của mình và bắt đầu tổ chức các chuyến tham quan sân vận động bằng tiếng Anh.
Sân vận động sẽ trải qua một số công việc cải tạo vào năm 2018 với sức chứa của sân vận động sẽ tăng lên 81.365 người cho các trận đấu Bundesliga và 66.099 chỗ ngồi cho các trận đấu quốc tế. Wifi miễn phí sắp được đưa vào sử dụng nhưng câu lạc bộ có kế hoạch tắt tín hiệu khi trận đấu đang diễn ra nên người hâm mộ sẽ cất điện thoại thông minh đi và chú ý ủng hộ đội.

## Chủ sở hữu
Tài sản của Westfalenstadion, ban đầu thuộc về thành phố Dortmund và sau đó được bán cho câu lạc bộ Borussia Dortmund, đã được bán cho một quỹ đầu tư bất động sản vào năm 2002 khi câu lạc bộ đang gặp vấn đề tài chính nghiêm trọng. Sau đó, Westfalenstadion thuộc sở hữu của Florian Homm trong khoảng hai năm, nó đã được bán lại cho một quỹ đầu tư bất động sản với Borussia Dortmund với ý định mua lại sân vận động dần dần cho đến năm 2017. Tuy nhiên, câu lạc bộ đã không thể trả lãi suất thông thường vào mùa xuân năm 2005 và những người nắm giữ quỹ tín thác đã đồng ý cắt giảm lãi suất của tài sản và cho phép câu lạc bộ trả lãi suất sau khi tổ chức lại tài chính. Do những biện pháp này, câu lạc bộ đã tránh được phá sản và tương lai của cơ sở được đảm bảo. Năm 2006, Borussia Dortmund trở thành chủ sở hữu mới bằng cách mua lại sân vận động với sự trợ giúp của khoản vay từ Morgan Stanley. Borussia Dortmund đã trả xong khoản vay từ Morgan Stanley vào năm 2008.
Để giảm nợ, quyền đặt tên cho sân vận động đã được bán cho một công ty bảo hiểm, Signal Iduna. Từ năm 2005 đến năm 2021, sân vận động này được biết đến với cái tên "Signal Iduna Park". Trong Giải vô địch bóng đá thế giới 2006, sân vận động được gọi là "FIFA World Cup Stadium, Dortmund" vì Signal Iduna không phải là nhà tài trợ của FIFA.

## Giao thông

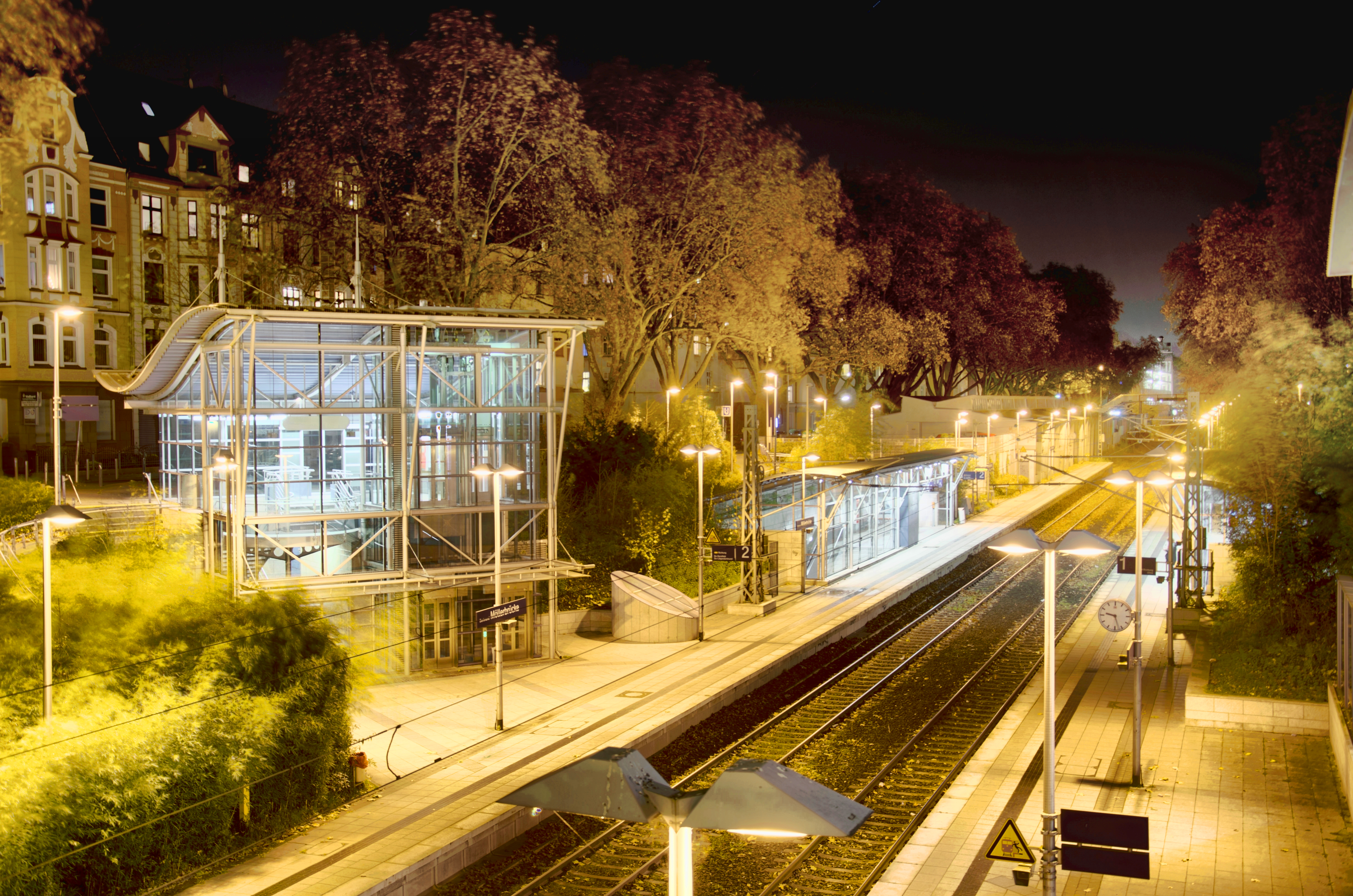
Ga tàu điện ngầm Möllerbrücke

Có thể đến Signal Iduna Park bằng các tuyến Dortmund Stadtbahn (đường sắt hạng nhẹ) U42 (Ga Theodor-Fliedner-Heim), U45 (Ga Stadion), U46 (Ga Westfalenhallen và cả Stadion). U45 và U46 đặc biệt ở chỗ chúng phục vụ nhà ga đặc biệt, Stadion, chỉ mở cửa vào những ngày diễn ra trận đấu. Ngoài ra, Deutsche Bahn phục vụ ga Dortmund Signal-Iduna-Park với cả các chuyến tàu theo lịch trình thường xuyên và các chuyến tàu đặc biệt trong ngày. Có thể đến ga này bằng các chuyến tàu RB trong khu vực từ Ga Trung tâm Dortmund, cũng như từ các thành phố khác trong khu vực đô thị, chẳng hạn như Hagen, Iserlohn và Lüdenscheid. Tuy nhiên, một số cổ động viên thường xuống xe U42 và S4 tại nhà ga Möllerbrücke và đi bộ đến Signal Iduna Park qua Điện Kreuzviertel qua Lindemannstraße hoặc Arneckestraße.
Bạn có thể đến sân vận động từ Sân bay Dortmund bằng cách đi xe buýt đưa đón đến ga xe lửa Sân bay Holzwickede/Dortmund, đi tàu RB59 về phía Ga Trung tâm Dortmund và ra tại Signal Iduna Park.
Bạn có thể đến sân vận động bằng ô tô qua B 1 Ruhrschnellweg và B 54. Bãi đậu xe cũng có tại Đại học Công nghệ Dortmund, nơi có xe buýt đưa đón người hâm mộ đến sân vận động.

### Vùng lân cận

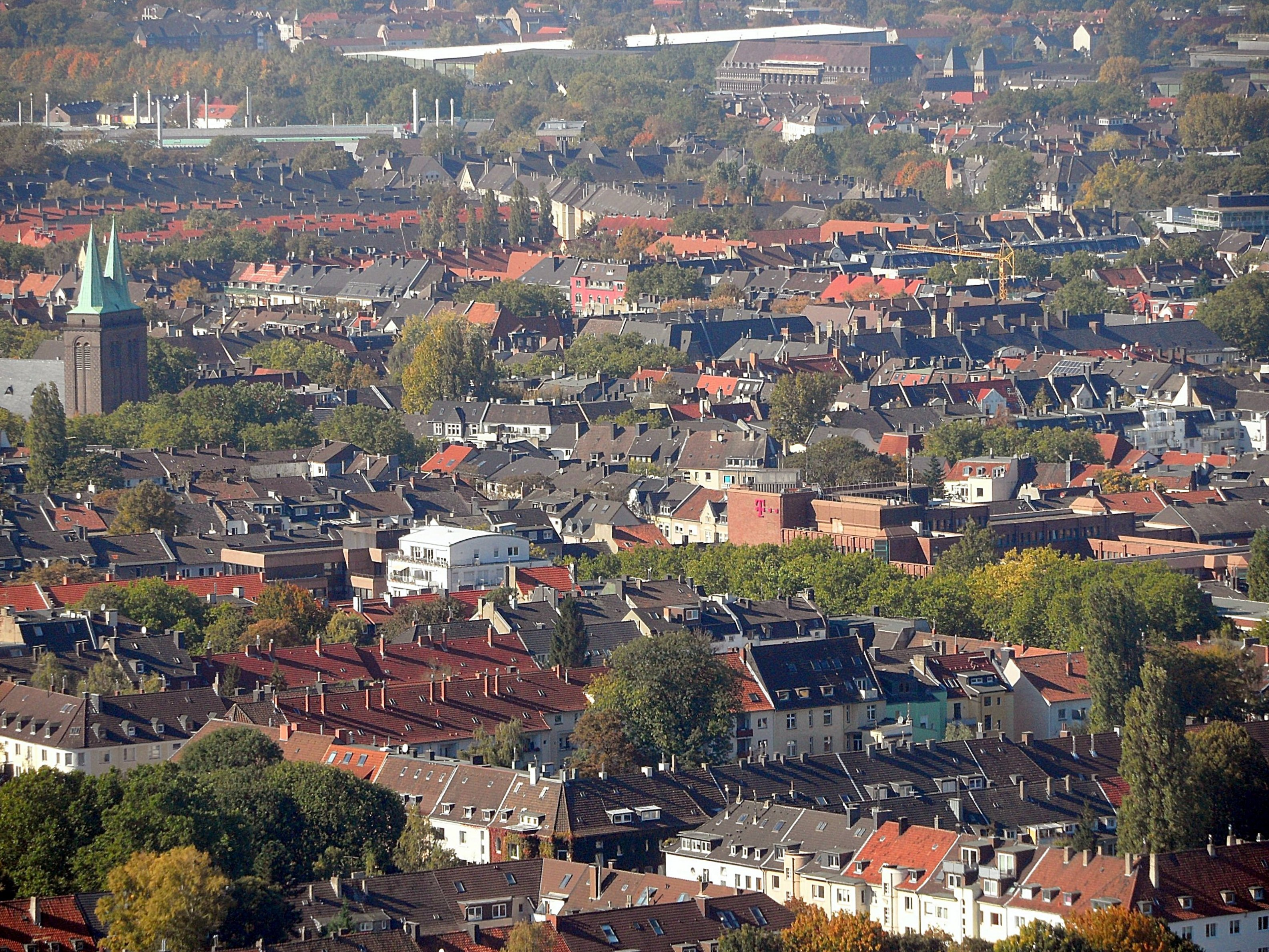
Khu vực xung quanh - Kreuzviertel.

Từ ga tàu điện ngầm Möllerbrücke, du khách tiếp cận sân vận động qua điện Kreuzviertel. Nó nổi tiếng với nhiều quán bar, câu lạc bộ, quán rượu và quán cà phê, tập trung ở vùng lân cận của Kreuzstraße và Vinkeplatz và tạo ra một bầu không khí giải trí cả ngày lẫn đêm độc đáo so với phần còn lại của thành phố. Đó là lý do tại sao ga tàu điện ngầm và khu phố thành phố được người hâm mộ địa phương và những người đến thăm Borussia Dortmund ưa chuộng như một phương sách cuối cùng để uống một cốc bia rẻ tiền tại nhiều quán rượu xung quanh Sân vận động. Vào những ngày có trận đấu, nhiều thương nhân bán bia, xúc xích (Bratwurst) và áo đấu trên đường phố. Phía bắc của sân vận động cũng là nơi tập trung rất nhiều khách sạn, căn hộ triển lãm và "Mit Schmackes", một nhà hàng và câu lạc bộ người hâm mộ theo chủ đề bóng đá do cựu cầu thủ Borussia Dortmund Kevin Grosskreutz hình thành.
Ở phía bên kia của Autobahn, hội chợ thương mại với Westfalenhallen và Tháp truyền hình có tên Florianturm mang đến một khung cảnh tuyệt đẹp trên sân vận động.